# Paramanota awanensis
Paramanota awanensis är en tvåvingeart som beskrevs av Hippa, Jaschhof och Pekka Vilkamaa 2005. Paramanota awanensis ingår i släktet Paramanota och familjen svampmyggor. Inga underarter finns listade i Catalogue of Life.